# Mydromera isthmia
Mydromera isthmia là một loài bướm đêm thuộc phân họ Arctiinae, họ Erebidae.